# Enoch Turner School
L'Enoch Turner School, à l'origine Trinity Street School, est un établissement scolaire fondé en 1848 par le brasseur et philanthrope canadien Enoch Turner, afin d'éduquer les enfants des quartiers pauvres aux alentours de sa brasserie, dans la ville de Toronto. Classé monument historique, l'école appartient aujourd'hui à la Fiducie du patrimoine ontarien et a été transformée en musée.

## Sources
- (en) Cet article est partiellement ou en totalité issu de l’article de Wikipédia en anglais intitulé « Enoch Turner School » (voir la liste des auteurs).